# Kipi
Kipi – wieś w Estonii, w prowincji Sarema, w gminie Lümanda.